# Хелена Диксън
Хелена Диксън (на английски: Helena Dixon) е английска писателка на произведения в жанра любовен роман, романтичен и паранормален трилър и криминален роман. Пише и под псевдонима Нел Диксън (на английски: Nell Dixon).

## Биография и творчество
Хелена Диксън е родена в Блак Каунти, Англия. След завършване на образованието си работи като медицинска сестра, акушерка и патронажна сестра.
Първият ѝ роман, романтичният трилър „Неща за правене“, е издаден през 2006 г. под псевдонима Нел Диксън и печели в САЩ награда за най-добър съвременен любовен роман в електронно издание. Продължава да пише любовни романи и романтични трилъри до 2014 г. На два пъти печели наградата „Любовна история на годината“ от Асоциацията на писателите на любовни романи, през 2007 г. с романа „Омъжването на Макс“ и през 2010 г. с романа „Животински инстинкти“.
През 2019 г. е издаден романът ѝ „Убийство в хотел „Делфин“ от емблематичната ѝ криминална поредица „Криминалните загадки на госпожица Кити Ъндърхей“. В началото на 30-те години на XX век младата, самостоятелна и модерна госпожица се грижи за стария фамилен хотел „Делфин“. Но един ден полицията намира в него труп и няколко претършувани стаи, а плъзва и мълва, че се издирва легендарен рубин, собственост на майката ѝ, изчезнала в хаоса по време на Първата световна война. Тя предприема собствено опасно разследване, в което ѝ помага новоназначеният началник на охраната на хотела – бившият военен, капитан Матю Брайънт. Романът става бестселър и начало на дълга поредица от заплетени криминални случаи, в които са замесени Кити и Мат.
Хелена Диксън живее със семейството си в Бриксам, Девън.

## Произведения

### Като Нел Диксън

#### Самостоятелни романи
- Things To Do (2006)[1][2][4]
- Marrying Max (2007)
- Blue Remembered Heels (2008)
- Animal Instincts (2009)
- His Darling Nurse (2009)
- Crystal Clear (2010)
- Just Look At Me Now (2010)
- Renovation, Renovation, Renovation (2012)
- Be My Hero (2013) – с Лора Хамби
- Radio Gaga (2013)
- An Uncivil War (2013) – с Лора Хамби

#### Поредица „Фей Хийт“ (Fae Heath)
1. Cue Me In (2011)
2. Lights, Camera, Poltergeist! (2013)

#### Поредица „Завинаги след това“ (Ever After) – с Лора Хамби
1. Christmas Ever After (2013)[1]
2. Sophie's choice (2014)

#### Новели и разкази
- Passionate Harvest (2012)[1]
- Unexpected Treasure (2012)
- The Cinderella Substitute (2013)
- A Chance To Heal (2016) – с Лора Хамби

#### Сборници
- Brief Encounters (2011)[1]
- 2003 Hardin Way (2013) – с други

### Като Хелена Диксън

#### Поредица „Криминалните загадки на госпожица Ъндърхей“ (Miss Underhay Mystery)
1. Murder at the Dolphin Hotel (2019)[1][2][3][4]
Убийство в хотел „Делфин“, изд.: „Софтпрес“, София (2022), прев. Анета Пантелеева
2. Murder at Enderley Hall (2020)
Убийство в Ендърли хол, изд.: „Софтпрес“, София (2022), прев. Анета Пантелеева
3. Murder at the Playhouse (2020)
Убийство в театъра, изд.: „Софтпрес“, София (2023), прев. Анета Пантелеева
4. Murder on the Dance Floor (2020)
Убийство на дансинга, изд.: „Софтпрес“, София (2023), прев. Анета Пантелеева
5. Murder in the Belltower (2021)
6. Murder at Elm House (2021)
7. Murder at the Wedding (2021)
8. Murder in First Class (2022)
9. Murder at the Country Club (2022)
10. Murder on Board (2022)
11. Murder at the Charity Ball (2023)
12. Murder at the Beauty Pageant (2023)
13. Murder at the Village Fair (2023)
14. Murder at the Highland Castle (2023)
15. Murder at the Island Hotel (2024)
16. Murder on the French Riviera (2024)